# ماريا كورديرو
ماريا كورديرو (بالصينية: 肥媽) (بالبرتغالية: Maria Cordero‏) هي مغنية ومقدمة تلفزيونية وممثلة صينية وبرتغالية، ولدت في 18 فبراير 1954 في ماكاو البرتغالية في الإمبراطورية البرتغالية. من الجوائز التي نالتها Medal of Honour (Hong Kong) ‏.

## جوائز
- Medal of Honour (Hong Kong) [الإنجليزية]‏

## وصلات خارجية
- ماريا كورديرو على موقع IMDb (الإنجليزية)
- ماريا كورديرو على موقع ميوزك برينز (الإنجليزية)
- ماريا كورديرو على موقع ديسكوغز (الإنجليزية)
- ماريا كورديرو على موقع قاعدة بيانات الفيلم (الإنجليزية)